# Smok walijski

Y Ddraig Goch

Smok walijski (wal. y Ddraig Goch – „Czerwony Smok”) – symbol heraldyczny widoczny na fladze Walii. Najstarsze odnotowane użycie smoka jako symbolu Walii znajduje się w Historii Brittonum, napisanej ok. 829 roku, lecz swoją popularność uzyskał on rzekomo jako sztandar bitewny króla Artura oraz innych wodzów celtyckich. Powiązanie z tymi władcami oraz dowody płynące z archeologii, literatury i historii dokumentalnej sprawiły, że przypuszczano możliwość wykreowania się Czerwonego Smoka z wcześniej istniejącego rzymsko-brytyjskiego symbolu narodowego.
Podczas rządów dynastii Tudorów (rodu o korzeniach walijskich), smok walijski był używany jako trzymacz w herbie ówczesnej Anglii. Czerwony Smok jest często utożsamiany ze wszystkim, co walijskie, a co za tym idzie, wykorzystywany jest przez wiele prywatnych i publicznych instytucji. Przykładami takich organizacji są: Rząd Walii, Parlament Walijski, Visit Wales (rządową organizację turystyczną kraju), wiele samorządów lokalnych (m.in. Blaenau Gwent, Cardiff, Carmarthenshire, Rhondda Cynon Taf, Swansea), a także organizacji sportowych (m.in. Football Association of Wales, Wrexham A.F.C., Newport Gwent Dragons, London Welsh RFC). Tak zwany „język smoka” (wal. Tafod y Ddraig) jest symbolem Towarzystwa Języka Walijskiego. Czerwony Smok jest również jedną z Bestii Królowej, dziesięciu statui symbolizujących genealogię królowej Elżbiety II.

## Historia

### Mabinogion
W opowieści Lludd and Liefelys, Czerwony Smok walczy z atakującym Białym Smokiem. Jego wrzaski boleści sprawiają, że kobiety ronią, zwierzęta giną, a rośliny jałowieją. Lludd, król Brytów, odwiedza swego mądrego brata we Francji. Ten poleca mu wykopać dół w centrum jego państwa, napełnić go miodem pitnym i przykryć tkaniną. Lludd wykonał to zadanie, a smoki usnęły, napiwszy się z dziury. Król zamknął je, zawinąwszy przedtem w płótno, we wzgórzu Dinas Emrys.

### Historia Brittonum

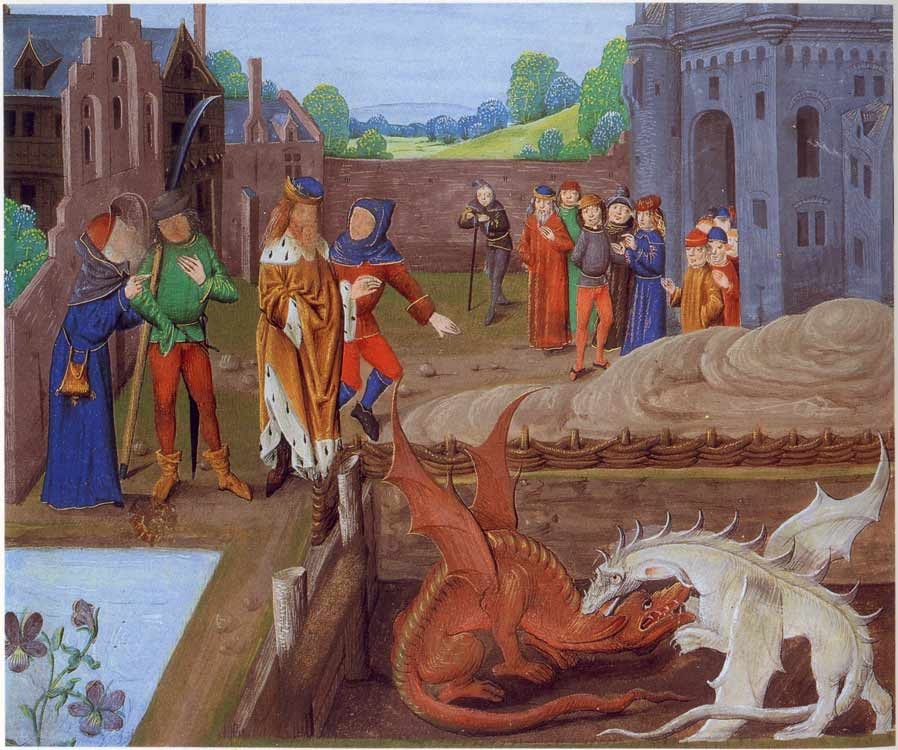
Vortigern i Ambros oglądają walkę między smokami; ilustracja z XV-wiecznego manuskryptu Historia Regum Britanniae, Geoffrey z Monmouth

Legenda ma swoją kontynuację w Historii Britonum. Smoki pozostały uwięzione w Dinas Emrys przez wieki, dopóki król Vortigern nie spróbował zbudować tam swojego zamku. Każdej nocy fundamenty i ściany konstrukcji były niszczone przez niewidoczne siły. Władca skonsultował się z doradcami, a ci polecili mu znaleźć chłopca bez biologicznego ojca i zabić go w ofierze. Vortigern znalazł takiego chłopca, który miał stanowić najmądrzejszego czarodzieja w dziejach (według niektórych opowiadań chłopcem tym był młody Merlin). Dowiedziawszy się o zamiarze króla, chłopiec opowiedział mu o dwóch smokach, a ten rozkopał Dinas Emrys i uwolnił bestie. Kontynuowały one swoją walkę, lecz wkrótce zakończyła się ona wygraną Czerwonego Smoka. Chłopiec powiedział władcy, że zwycięska bestia symbolizuje lud Vortigerna, natomiast przegrana – Sasów. Przyjmując, że król Vortigern żył w V wieku, ludem tym byli Brytowie, którzy nie dali się podbić Sasom – współcześni Walijczycy.
Ta sama historia jest powtórzona w kronice Historia Regum Britanniae, autorstwa Geoffreya z Monmouth. W tej wersji Czerwony Smok jest także przepowiednią nadejścia króla Artura. Zauważyć należy, że ojciec legendarnego władcy nazywał się Uther Pendragon – gdzie „pen” może oznaczać „głowę”, a „dragon” – „smoka”; Geoffrey tłumaczył to imię jako „smocza głowa”.

### Owain Glyndŵr

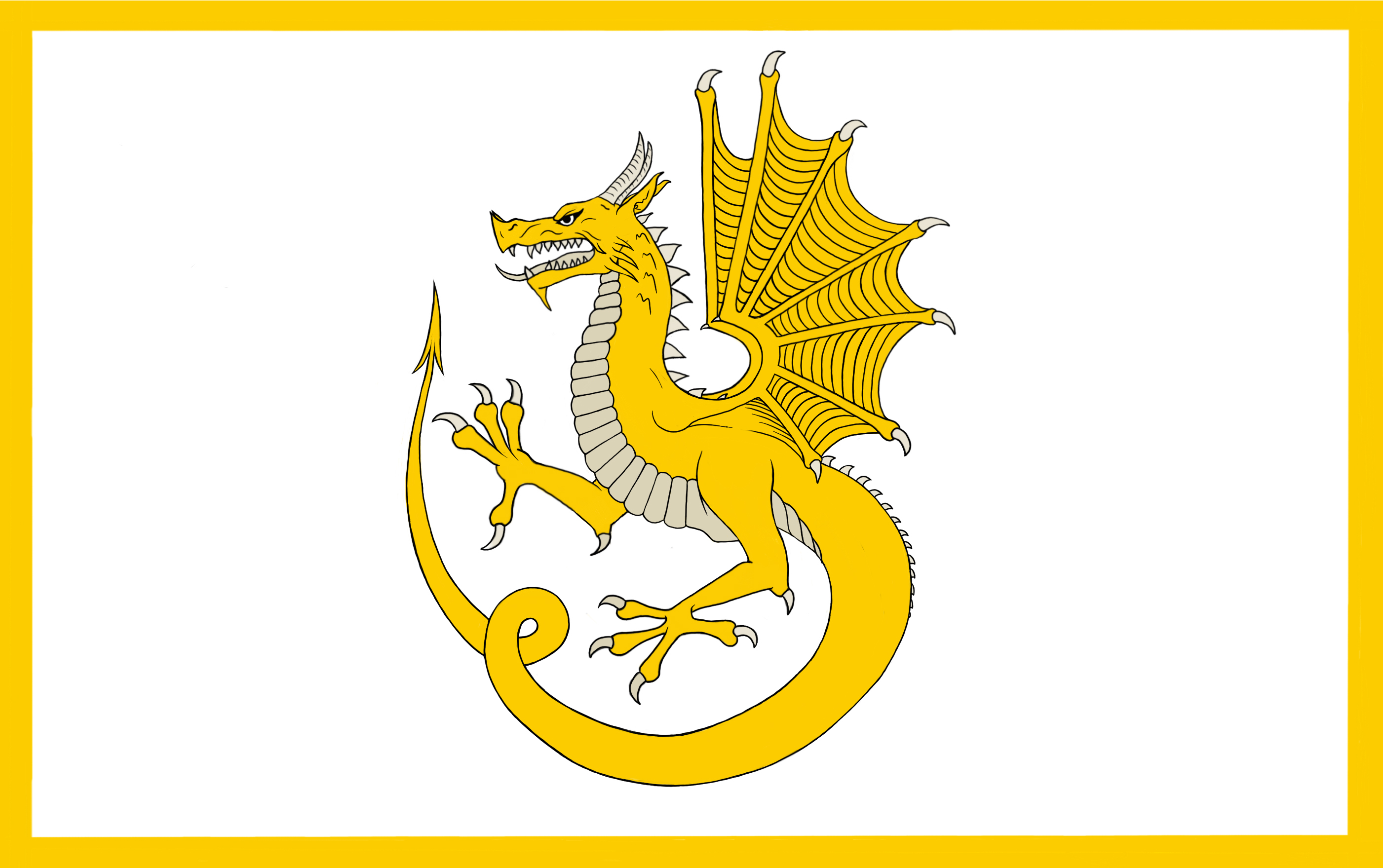
Y Ddraig Aur, sztandar Owaina Glyndŵra, księcia Walii; ok. 1400 – ok. 1416 r.

Sztandar Owaina Glyndŵra był znany jako „złoty smok” (wal. Y Ddraig Aur). Flaga ta ma antyczne pochodzenie, gdyż była ona rzekomo użyta przez Uthera Pendragona w czasie bitew Brytów i Sasów. Sztandar został, według powiadań, przekazany synowi Pendragona, królowi Arturowi.

### Tudorowie

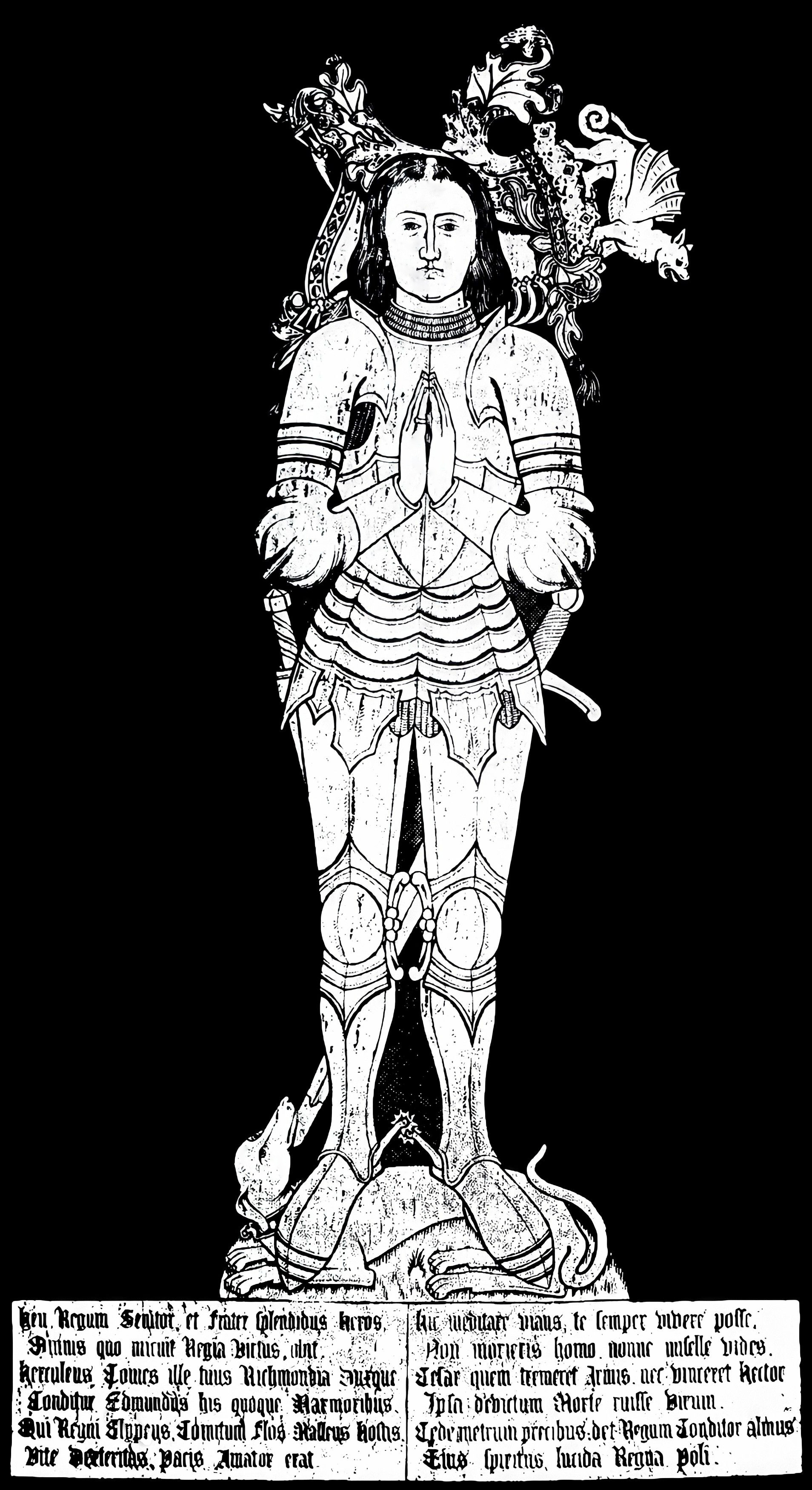
Edmwnd Tudur

Na grobie Edmunda Tudora w katedrze świętego Dawida znajduje się mosiężny ryt hrabiego w jego zbroi, ze sztyletem, mieczem i koroną. Ostatni z tych elementów jest ceremonialną smoczą koroną. Jedynym innym władcą Walii, który nosił podobną był Owain Glyndŵr.
Henryk VII Tudor użył Czerwonego Smoka Cadwaladra ap Cadwallona jako swojego sztandaru w bitwie pod Bosworth, dodając do niego jeszcze dwa pola – białe i zielone, reprezentujące ród Tudorów. Po bitwie chorągiew ta została zaniesiona do katedry świętego Piotra w celu pobłogosławienia. W czasie swoich rządów Henryk VII powołał również Williama Tyndala na królewskiego oficera heraldycznego. Stanowisko jego zostało obarczone herbem Czerwonego Smoka na zielonym polu.
Wszyscy, prócz jednego, władcy Anglii z dynastii Tudorów używali Czerwonego Smoka jako trzymacza w swych herbach. Jedynym wyjątkiem była Maria I, która zastąpiła smoka innym trzymaczem reprezentującym jej męża, Filipa II Habsburga.

Tudorowie przedstawiali Czerwonego Smoka z członkiem, co symbolizowało męską płodność, potencję i dominację.

Sztandard Henryka VII Tudora użyty w bitwie pod Bosworth
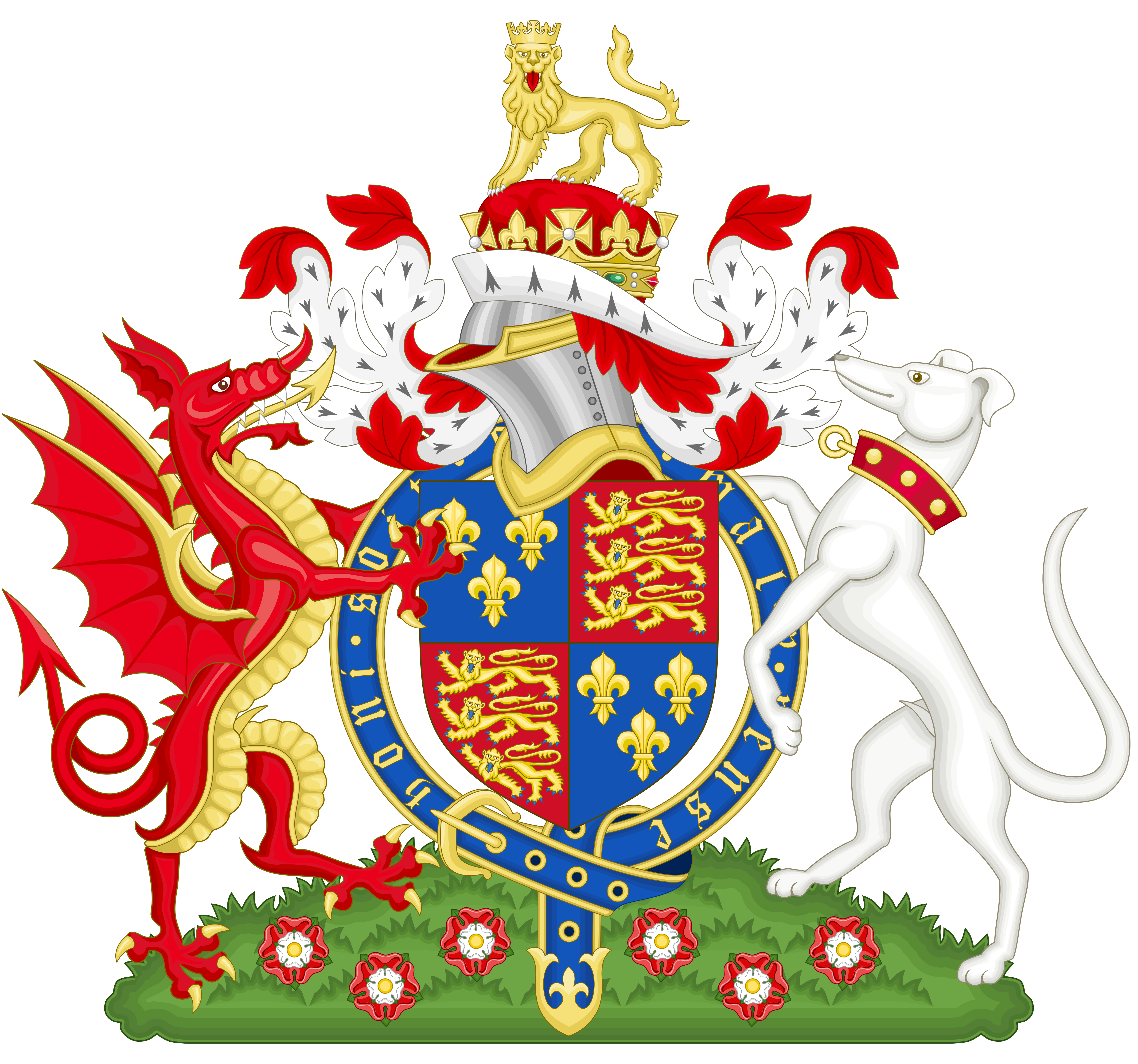
Herb Henryka VII (1485–1509) i Henryka VIII (1509–1547) w pierwszej fazie jego rządów
Herb Henryka VIII (1509–1547) w drugiej części jego rządów oraz Edwarda VI (1547–1553)
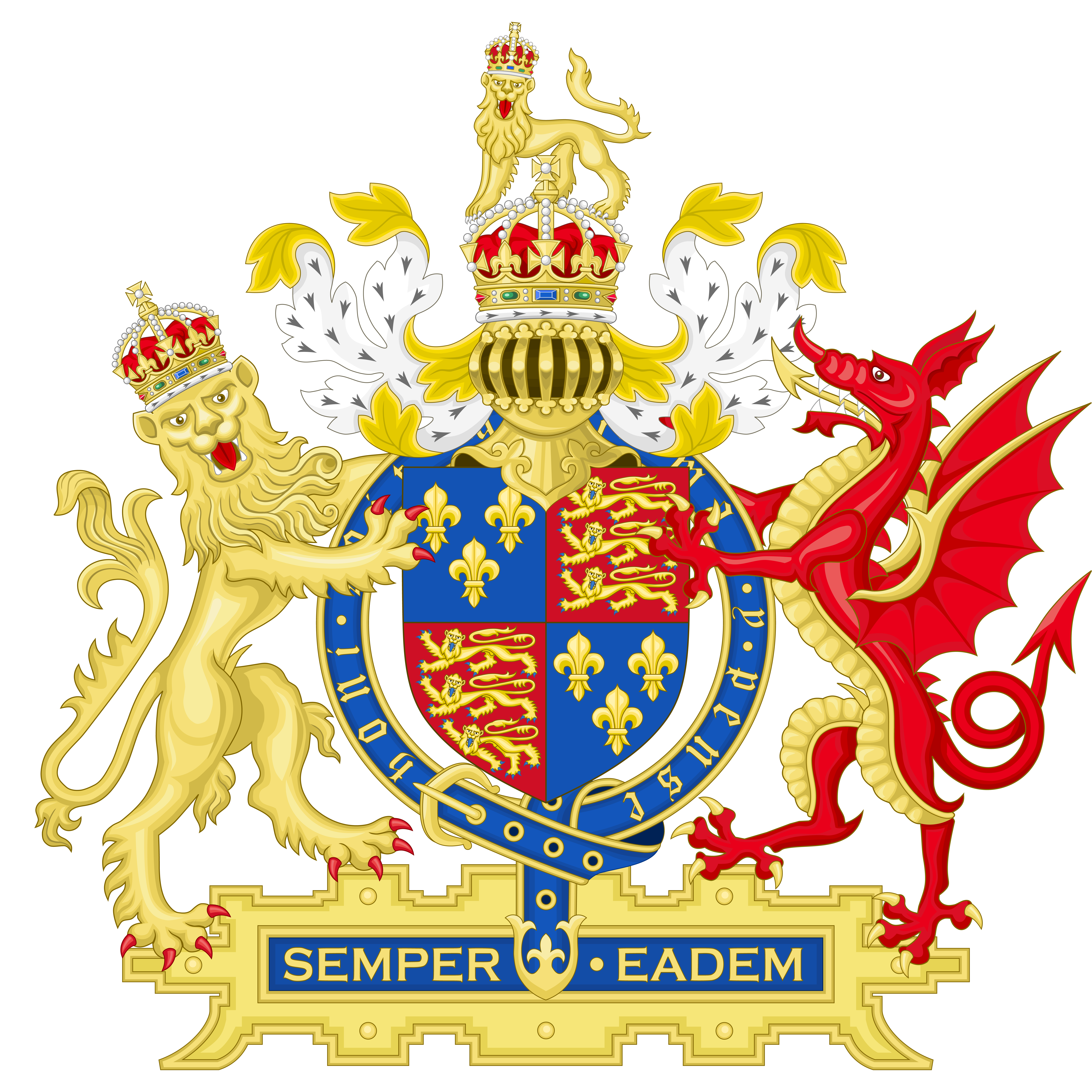
Herb Elżbiety I (1558–1603)

### Herb
Czerwony Smok został oficjalnym godłem w 1800 roku, gdy Jerzy III Hanowerski wydał królewski nakaz ustanawiający herb Walii. W oryginalnym języku blazonowany był następująco: On a mount Vert a dragon passant with wings elevated Gules.

Herb Walii z 1953 roku

Późniejszy herb kojarzony z Walią, należący do księcia Walii od 1901 roku, był podobny do godła królewskiego, lecz różnił się nałożeniem srebrnego kołnierza turniejowego o trzech występach.
W 1953 roku herb zawierający Czerwonego Smoka przeszedł udostojnienie. W oryginale ta wersja blazonowana była następująco: Within a circular riband Argent fimbriated Or bearing the motto Y DDRAIG GOCH DDYRY CYCHWYN, in letters Vert, and ensigned with a representation of the Crown proper, an escutcheon per fesse Argent and Vert and thereon the Red Dragon passant. Słowa umieszczone w otoczce herbu są tłumaczone jako „Czerwony Smok inspiruje do działania”. Ten model herbu był krytykowany przez Winstona Churchilla.
W 1956 roku ten herb został dodany do godła walijskiej stolicy, Cardiff. Został on umieszczony na obrożach trzymaczy.
Herb ten został użyty jako podstawa do zaprojektowania flagi Walii. Pierwotnie godło zostało po prostu umieszczone w centrum flagi na biało-zielonym tle, lecz zostało to zmienione w 1959 roku, kiedy to adaptowano współczesną flagę Walii.
Obecnie, godło to jest używane przez Biuro Sekretarza Stanu Walii i jest wydrukowany na dokumentach ustawowych wydanych przez Parlament Walijski. Herb był również pierwotnie używany jako korporacyjne logo Parlamentu, dopóki nie zostało wyparte przez współczesne.
W 2008 roku godło Walii zostało zmienione po raz kolejny, zupełnie pomijając Czerwonego Smoka.

### Logo Rządu Walii
Logo używane przez Rząd Walii reprezentuje smoka walijskiego. Według ich instrukcji: „logo składa się ze smoka i nazwy rządu walijskiego oddzielonych poziomą linią, umieszczonych razem w stałej relacji, której nie wolno zmieniać. Te elementy są wycentrowane. Logo jest dwujęzyczne, niezależnie od języka materiału, w którym się pojawia”. Ważne jest by odnotować, że pierwszym językiem, który musi zawierać logo jest walijski, a dopiero później ewentualny angielski. Inną ważną zasadą jest to, że smok musi być skierowany w lewą stronę, podobnie jak przy wywieszonej fladze kraju.